# 第22獨立近衞特別用途旅
第22獨立近衞特別用途旅（俄語：22-я отдельная гвардейская бригада специального назначения，缩写为）是苏联武装力量以及俄罗斯联邦武装力量的一只特种部队，成立于1976年。目前该旅隶属于俄罗斯武装力量南部军区。

## 历史[1][2]

### 苏联时期
1969年，由于中苏关系恶化，需要对与中华人民共和国和蒙古国接壤的军区进行改组，以加强部队编组并优化部队的作战指挥。改组结果之一是将土耳其斯坦军区划分为土耳其斯坦军区和中亚军区。这样做首先是为了优化对不断增加的部队的指挥。新成立的中亚军区需要建立新的军事编队， 为区属部队提供作战和后方支援 。
为了组建中亚军区前线侦察部队，苏联武装力量总参谋部于1976年3月10日发出第314/5/00359号指令，命令在1976年8月1日前组建第22独立特种旅。
第22特种部队旅于1976年7月24日在苏联成立，隶属于新成立的红旗中亚军区。该陆军特种部队旅最初驻扎在哈萨克斯坦苏维埃社会主义共和国的卡普恰盖镇（科纳耶夫）。该旅由第15独立特种部队旅的一个支队和一个无线电通信部队组建而成。

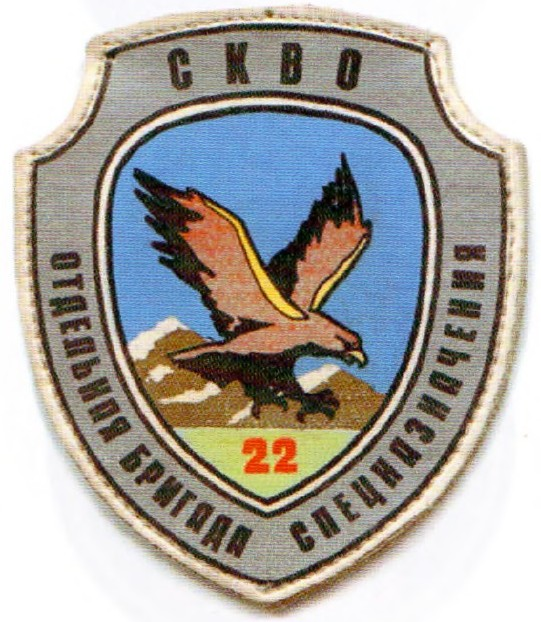
截至2009年使用的臂章

1980年1月，由突厥裔战士组成的第177特种部队支队加入第22特种旅的三个特种部队支队。该支队的任务是在中华人民共和国新疆维吾尔自治区边境地区执行侦察任务。后来，这支部队成为一个传奇，并被命名为“穆斯林营”。
20世纪80年代，第22特种旅的组织架构对于一支陆军情报部队来说颇为独特。除了三个标准特种部队连队外，第154和第177支队还配备了运输连、工兵-火焰喷射器连和榴弹发射器连。此外，该旅还拥有一支防空炮兵支队。
1981年10月，第177支队被调往阿富汗法里亚布省，在那里执行侦察、搜索任务，并为敌人设伏。
1984年初，苏联军事领导层决定切断阿富汗圣战组织武器弹药的补给渠道。因此，必须控制连接阿富汗和巴基斯坦的商队道路和小径。第40集团军的侦察部队无力承担摧毁圣战组织补给商队的任务，因为这与侦察部队的数量不符，而且许多商队路线距离其驻地较远。此外，第40集团军的侦察部队还负责为其所属团和旅执行侦察任务。
一项计划正在酝酿，即在贾拉拉巴德 -加兹尼 -坎大哈一线建立所谓的“幕墙”边境地带。借助这一边境地带，第40集团军指挥部计划封锁约200条商队路线，阻止叛军从巴基斯坦运送武器弹药 。
苏联军事领导层认为，摆脱这种局面的办法是于2月份派遣两支驻扎在阿富汗的特种部队（第154和第177部队）前往巴基斯坦边境地区。第154部队被重新部署到贾拉拉巴德。第177部队被重新部署到加兹尼。根据这些支队一年来的活动结果，显然有必要引入更多的特种部队。
1985年，第177支队被调至第15特种部队旅。第22旅原定于2月进入阿富汗，并在赫尔曼德省拉什卡尔加设立司令部。重新部署工作于1985年3月完成。
由于第 22 旅与苏联境内的其他特种部队一样，是干部编制（非全员编制），因此它由不同旅组建的分队组成。
1985年，第22特种旅全面调往阿富汗。当时，该旅由第173、第186、第370和第411特种部队支队以及第205直升机中队组成。该支队的任务包括在山区阻截圣战者大篷车。
在阿富汗作者期间，第 22 旅在阿富汗总共损失了 199 名军人，消灭了 5,000 多名圣战者。
1988年，第22特种旅撤出阿富汗，并重新部署至阿塞拜疆巴库郊区。
20世纪90年代初，该旅仅由第411和第173特种部队组成。
1990年5月，第22特种部队旅第173部队参加了纳戈尔诺-卡拉巴赫冲突。

### 俄罗斯时期
1992年夏天，该旅从阿塞拜疆调至罗斯托夫地区。
1994年至2000年，第22独立特种旅的合成部队参加了车臣战争。
2001年，根据俄罗斯总统令，第22独立特种旅被授予“近卫军”荣誉称号。
2008年，参加了“格鲁吉亚五日战争”。
2014年，第22特种部队旅的战士在克里米亚参与了代号“礼貌的人”的军事行动，随后又在叙利亚与敌人交战。
2022年2月，第22旅调至马里乌波尔地区，与黑海海军陆战队等部队一起从乌克兰武装部队手中夺取了这座城市。
2023年，由于表现出的勇气、英勇和英雄主义，第22军特种部队旅被授予朱可夫勋章。
2023年，第22特种部队旅的战士与第810海军陆战旅和第58集团军的摩托化步枪兵一起在前线扎波罗热方向与乌克兰武装部队作战。

## 组成
第22特种部队旅下辖4个特种部队支队（营）。每个支队下辖3个连。除支队外，第22特种部队旅还设有一个特种武器连、一个技术支援排和一个工兵分队。
- 旅指挥部（军事单位11659）
  - 物流连；
  - 司令官连队；
  - 特别无线电通信部队；
  - 特种武器连；
  - 技术支援排；
  - 工程和工兵排。
- 第108支队；
- 第173支队；
- 第305支队；
- 第411支队。

## 荣誉称号
2001年3月3日，俄罗斯联邦总统第244号令授予第22独立特种旅“近卫军”荣誉称号，以表彰其在武装冲突中为保卫国家利益而进行的战斗中展现出的英雄主义、勇敢、坚韧和勇气。这是卫国战争后第一个获得近卫军称号的军事单位。